# Zandplaatboegsprietmot
De zandplaatboegsprietmot (Monochroa elongella) is een vlinder uit de familie tastermotten (Gelechiidae). De wetenschappelijke naam is voor het eerst geldig gepubliceerd in 1870 door Heinemann.
De soort komt voor in Europa.